# Inégalité de Markov
En théorie des probabilités, l'inégalité de Markov donne une majoration de la probabilité qu'une variable aléatoire réelle à valeurs positives soit supérieure ou égale à une constante positive. Cette inégalité a été nommée ainsi en l'honneur d'Andreï Markov.

## Énoncé
Inégalité de Markov — Soit Z une variable aléatoire réelle définie sur un espace probabilisé {\displaystyle \left(\Omega ,{\mathcal {A}},\mathbb {P} \right)} et supposée presque sûrement positive ou nulle. Alors

### Généralisation
Il existe une version plus générale de ce théorème. Soit X une variable aléatoire de {\textstyle L^{p}(\Omega ,{\mathcal {F}},\mathbb {P} )} où Ω est l'ensemble des réalisations, {\textstyle {\mathcal {F}}} est la tribu des événements et {\textstyle \mathbb {P} } la mesure de probabilité. Alors, l'inégalité de Markov peut être énoncée de la façon suivante :
Inégalité de Tchebychev — Pour tout réel strictement positif {\displaystyle \alpha }, 
La démonstration tient entièrement au fait que pour tout α strictement positif, {\textstyle \alpha ^{p}\mathbf {1} _{\left\{|X|\geq \alpha \right\}}\leq |X|^{p}}. Ici, 1A désigne l'indicatrice de l'événement A. Par croissance de l'espérance, on obtient :{\displaystyle \mathbb {E} \left(|X|^{p}\right)\geq \mathbb {E} \left(\alpha ^{p}\,\mathbf {1} _{\left\{|X|\geq \alpha \right\}}\right)=\alpha ^{p}\,\mathbb {E} \left(\mathbf {1} _{\left\{|X|\geq \alpha \right\}}\right)=\alpha ^{p}\,\mathbb {P} \left\{|X|\geq \alpha \right\}}En divisant de part et d'autre de l'inégalité par αp on trouve le résultat recherché.
On voit immédiatement que le résultat cité plus haut n'est rien d'autre qu'un cas particulier de cette inégalité.
De plus en prenant {\textstyle X=Y-\mathbb {E} \left(Y\right)} et p = 2 on obtient exactement l'énoncé de l'inégalité de Bienaymé-Tchebychev.

## Corollaire
Elle possède un corollaire fréquemment utilisé :
Corollaire — Soit ϕ une fonction croissante positive ou nulle sur un intervalle I. Soit Y une variable aléatoire réelle définie sur un espace probabilisé {\displaystyle \left(\Omega ,{\mathcal {A}},\mathbb {P} \right)} telle que {\displaystyle \mathbb {P} (Y\in I)=1}. Alors :

## Applications
- Le choix, dans l'inégalité ci-dessus, de {\displaystyle Y=|X-\mathbb {E} (X)|,~I=[0,+\infty [\ } et ϕ(x) = x2 donne l'inégalité de Bienaymé-Tchebychev.

- Le choix, dans l'inégalité ci-dessus, de {\displaystyle Y=X-\mathbb {E} (X)}, ou bien {\displaystyle Y=\mathbb {E} (X)-X}, de {\displaystyle I=\mathbb {R} }, et de ϕ(x) = eλx, λ > 0 , est le premier pas de la démonstration de l'inégalité de Chernoff ou de l'inégalité de Hoeffding.

- L'inégalité de Markov est souvent appliquée conjointement au lemme de Borel-Cantelli, par exemple pour démontrer la loi forte des grands nombres.

## Exemple
Les salaires étant positifs, la part de la population percevant un salaire supérieur à 5 fois le salaire moyen est au maximum d'un cinquième.